# Karl Bauerfeind
Karl Bauerfeind (* 31. August 1903 in Schwaderbach; † 3. Oktober 1988) war ein deutscher Parteifunktionär (KPTsch/SED) sudetendeutscher Herkunft.

## Leben
Bauerfeind, Sohn eines Musikinstrumentenbauers und einer Arbeiterin, besuchte die Volksschule und das Realgymnasium in Graslitz. Anschließend absolvierte er eine Ausbildung zum Möbelpolierer. Zwischen 1919 und 1932 arbeitete er in verschiedenen Betrieben der Musikinstrumente-, Textil- und Kohlenindustrie im angrenzenden Sachsen. 1922 trat er dem Kommunistischen Jugendverband der Tschechoslowakei sowie 1927 der Kommunistischen Partei der Tschechoslowakei (KPTsch) bei. Von 1932 bis 1935 besuchte er die Internationale Leninschule der Komintern in Moskau. Anschließend fungierte er von 1935 bis 1938 als Erster Bezirkssekretär der KPTsch in Südböhmen. Von 1936 bis 1938 verrichtete Bauerfeind illegale Grenzarbeit für die KPTsch.
1938 emigrierte Bauerfeind nach Großbritannien, dort wurde er Mitglied der Beuer-Gruppe. 1939/1940 war er Lagerleiter in Farlyhall, dann von 1940 bis 1944 Wald- und Bauarbeiter sowie 1944/1945 Radio-Operateur bei der TASS in London.
Nach dem Ende des Zweiten Weltkrieges ging Bauerfeind im Dezember 1945 über Prag in die Sowjetische Besatzungszone und trat dort der KPD bei. Er wurde Mitarbeiter in der Jugendabteilung des Landratsamtes Auerbach. Ab 1946 war er Mitglied des Kreissekretariates der KPD Auerbach und dort Sekretär für Propaganda. Von 1946 bis 1949 wirkte er als Sekretär für Kultur, dann als Sekretär für Wirtschaft bei der SED-Kreisleitung Leipzig. 1949/50 fungierte er als Zweiter Sekretär der Kreisleitung Chemnitz der SED. 1950 wurde er Instrukteur für gesamtdeutsche Fragen in der Organisations-Instrukteur-Abteilung des ZK der SED. 1969 schied er als politischer Mitarbeiter aus dem Apparat des ZK aus Alters- und Gesundheitsgründen aus.
Bauerfeinds Urne wurde auf dem Zentralfriedhof Berlin-Friedrichsfelde in der Gräberanlage für Opfer des Faschismus und Verfolgte des Naziregimes  beigesetzt.

## Auszeichnungen
- Verdienstmedaille der DDR
- Vaterländischer Verdienstorden in Bronze (1963), in Silber (1968) und in Gold (1973)
- Ehrenspange zum Vaterländischen Verdienstorden in Gold (1978)
- Karl-Marx-Orden (1983)